# 特洛伊木馬 (國家聯盟)
特洛伊木馬（英語：Troy Trojans）是19世紀的美國職棒球隊，於1879年成立，1882年解散。
羅傑·康納在1881年敲出隊史第一支滿貫砲，球隊一共拿下131勝194敗。1882年球季結束後，木馬和烏斯特烏斯特人兩隊一起被逐出聯盟。當時聯盟認為這兩隊規模太小不符合聯盟的期望，但仍准許他們將剩餘球季進行完。
1882年9月28日，木馬隊在烏斯特人隊主場進行比賽。全場比賽只有6名觀眾進場，寫下大聯盟單一比賽的最低進場觀眾數紀錄。到了兩隊的最後一場比賽，也只有25人到場觀看。1883年，紐約高譚（今舊金山巨人）成立，成功取代特洛伊木馬隊的位置。有4名前木馬隊球員加入了高譚隊，包含3名名人堂選手：巴克·尤英、羅傑·康納和米奇·威爾契。
1885年，小聯盟成立一支名為特洛伊木馬的新球隊，最後他們在1916年解散。

## 美國國家棒球名人堂球員
| 特洛伊木馬名人堂球員 | 特洛伊木馬名人堂球員 | 特洛伊木馬名人堂球員 | 特洛伊木馬名人堂球員 |
| 球員名字             | 守備位置             | 效力期間             | 入選年度             |
| -------------------- | -------------------- | -------------------- | -------------------- |
| 丹·布魯瑟茲          | 1B                   | 1879年–1880年        | 1945年               |
| 羅傑·康納            | 1B                   | 1880年–1882年        | 1976年               |
| 巴克·尤英            | C/3B                 | 1880年–1882年        | 1939年               |
| 提姆·基弗            | P                    | 1880年–1882年        | 1964年               |
| 米奇·威爾契          | P                    | 1880年–1882年        | 1973年               |

## 外部連結
- Baseball-Reference.com （页面存档备份，存于）